# Clinodiplosis costai
Clinodiplosis costai är en tvåvingeart som beskrevs av Mala 2005. Clinodiplosis costai ingår i släktet Clinodiplosis och familjen gallmyggor. Inga underarter finns listade i Catalogue of Life.